# Поэтические воззрения славян на природу
«Поэтические воззрения славян на природу» (полное название «Поэтические воззрения славян на природу. Опыт сравнительного изучения славянских преданий и верований, в связи с мифическими сказаниями других родственных народов») — фундаментальное исследование А. Н. Афанасьева (1826—1871) по славянской мифологии, впервые изданное в 1865—1869 годах. Главный труд автора, над которым он работал 17 лет, и, возможно, всей мифологической школы в русских этнографии и фольклористике XIX века. Книга оказала большое влияние на современников и имеет большое историческое значение. Книга не переиздавалась полностью в течение более 130 лет, только в 1980-е вышли сокращённые издания отдельных частей. Многократно переиздавалась в постсоветские годы. Также к ней были изданы справочные материалы и комментарии:6-14:8-9.
В работе наиболее последовательно выражена славянская кабинетная мифология.
К этой книге не раз обращались за вдохновением русские поэты и писатели: А. А. Блок, С. А. Есенин, П. И. Мельников-Печерский, А. Н. Островский, А. М. Ремизов, А. К. Толстой, В. Хлебников и др.

## Характеристика
Для своего времени А. Н. Афанасьев был выдающимся собирателем фольклора. Исследователи отмечали важные достоинства «Поэтических воззрений славян на природу»: объём эмпирического материала и его систематизацию:6.
Направление, взятое А. Н. Афанасьевым и Ф. И. Буслаевым, подвергли резкой критике Н. Г. Чернышевский и Н. А. Добролюбов. Они указали на оторванность их теоретических построений от жизни и интересов народа, на недопустимость механических сопоставлений совершенно разнородных явлений, на шаткость и неубедительность выводов. А. Н. Афанасьев отвечал на критику Н. Г. Чернышевского.
Ошибочность методологических посылок Афанасьева стала очевидна уже к концу XIX века. Крупнейший русский и советский этнограф Д. К. Зеленин писал по этому поводу: 

Старая работа А. Н. Афанасьева «Поэтические воззрения славян на природу» в своё время имела большое значение, однако давно уже утратила всякую научную ценность. А. Н. Афанасьев был наиболее последовательным сторонником мифологической школы, возводившей всё земное к небесному началу. Теории Гримма, Шварца и Макса Мюллера доведены им до крайности. В своих работах Афанасьев использовал статьи из малодоступных русских провинциальных изданий, однако даже пользоваться его трудами только как собранием материалов не рекомендуется, так как он не всегда разграничивает объективное изложение фактов и собственные выводы.
М. К. Азадовский замечал, что Афанасьев подгонял различные явления народной жизни и поэзии к заранее данным схемам мифических представлений:6.
В. Я. Пропп отмечал, что уровень Афанасьева как исследователя фольклора и мифологии был невысоким. Исходя из своей общей теории происхождения народной поэзии из мифа, Афанасьев объявляет и некоторые славянские народные праздники остатками религии поклонения солнцу. Эта так называемая «мифологическая» теория, как показали позднейшие исследования, ошибочна, однако в ранний период развития исследований она имела многих сторонников как в Западной Европе, так и в России. В исследовательских трудах Афанасьева поэтизировалась искусственно сконструированная солнечная мифология древних славян.
Как замечает А. Л. Топорков, Афанасьев 

не столько реконструировал древнюю мифологию, сколько завершал её строительство, прерванное введением христианства. Создавая величественную картину славянских языческих верований, Афанасьев выступает не столько как исследователь, но и как сотворец, продолжатель мифологического процесса:232.
Со временем стала очевидна ошибочность и многих лингвистических выводов и сопоставлений Афанасьева.
В книге обильно цитируются известные подделки и мистификации: Краледворская рукопись, глоссы Вацерада:9, «Белорусские народные предания» Павла Шпилевского (Древлянского).
В этой работе наиболее последовательно выражена славянская кабинетная мифология. В один ряд с подлинными богами Афанасьев ставил таких, отнесение которых к богам, а в ряде случаев и само наличие которых в традиции сомнительно: Белобог, Вазила, Весна, Горыня, Жыж, Жыцень, Зирка, Зюзя, Купала или Купало, Лада или Ладо, Лето, Леля, Масленица, Овсень, Цеця, Чур, Ярила или Ярило. Афанасьев основывался на материале Древлянского, составившего описания «богов», содержащие большое число фантастических деталей и не принимаемые большинством исследователей.
Все вышеперечисленные недостатки не помешали тому, что труды Афанасьева в области славянской мифологии остаются весьма популярными и в новейшее время — как среди исследователей, так и среди массового читателя. Академик В. В. Иванов считал, что Афанасьев прозорливо предугадал, не имея в наличии доказательств, многие научные выводы, которые будут сделаны впоследствии:6-7. Теория Афанасьева оказала значительное влияние на формирование влиятельной в наши дни теории «основного мифа». В то же время работы Афанасьева пользуются большой популярностью и у представителей псевдонауки пишущих о славянской мифологии:8.

## Издания
- Поэтические воззрения славян на природу. — 1-е изд. — М.: Изд. К. Солдатенкова.
  - Том первый. — 1865. — 800, [4] с.
  - Том второй. — 1868. — 784, IV с.
  - Том третий. — 1869. — VII, 842 с.
- Поэтические воззрения славян на природу. — М.: Индрик, 1994 [репринт].
- Поэтические воззрения славян на природу. — М.: Современный писатель, 1995. — (Славянский мир). — 10 000 экз. — ISBN 5-265-03309-2, ISBN 5-265-03305-X.
- Мифы, поверья и суеверия славян. Поэтические воззрения славян на природу. — М.: ЭКСМО; СПб.: Terra Fantastica, 2002.
- Славянская мифология (Поэтические воззрения славян на природу; Происхождение мифа). — М.: Эксмо, СПб.: Мидгард, 2008. — 1520 с. — (Гиганты мысли). — 4100 экз. — ISBN 978-5-699-27982-1, ISBN 5-91016-014-3.
- Поэтические воззрения славян на природу. — М.: Академический проект, 2013. — 1520 с. — (Технологии культуры). — 4100 экз. — ISBN 978-5-8291-1460-2, ISBN 978-5-8291-1763-4.

Сокращённые и отдельные части
- Древо жизни. — М.: Современник, 1983. — 427 с.
- Живая вода и вещее слово. — М.: Советская Россия, 1988. — 446 с.